# Lưu gia độ
Lưu gia độ (劉家渡) là một bài thơ của Trần Quang Khải, được viết vào thời nhà Trần. Hiện còn một bản lưu truyền của Ngô Tất Tố. Bài thơ này đại ý tả cảnh khách qua bến đò Lưu gia, nhớ lại ngày xưa từng hộ tống xa giá vua có dừng quân nơi đây, nay non sông thái bình, trở lại chốn cũ đầu đã bạc, thấy hoa mai nở trắng xóa như tuyết bên bờ sông.

## Nguyên bản Hán văn
劉家渡口樹參天
扈從東行昔白船
舊塔江亭秋水上
荒祠古塚石麟前
太平圖志幾千里
李代山河二百年
詩客重來頭髮白
梅花如雪照晴川

## Phiên âm
Lưu Gia độ khẩu thụ tham thiên, 
Hỗ tụng đông hành tích bạc thuyền.
Cựu tháp giang đình lưu thủy thượng, 
Hoang tử cổ trũng thạch lân tiền. 
Thái bình đồ chí kỷ thiên lý, 
Lý đại quan hà nhị bách niên. 
Thi khách trùng lai đầu phát bạch, 
Mai hoa như tuyết chiếu tình xuyên